# 1927 في لبنان
فيما يلي قوائم الأحداث التي وقعت خلال عام 1927 في لبنان.

## سياسة

### تعيين في المنصب
- 5 مايو – بشارة الخوري رئيس وزراء لبنان.

## مواليد

### يناير
- 1 يناير – أنطوان لحد ضابط لبناني قائد جيش لبنان الجنوبي الموالي لإسرائيل.
- 1 يناير – رياض طه صحفي لبناني.
- 1 يناير – يولاند لبكي رسامة لبنانية.

### فبراير
- 27 فبراير – ميشال جورج ساسين سياسي لبناني.

### مارس
- 2 مارس – إبراهيم عثمان مسايف لبناني.

### مايو
- 29 مايو – ناظم أمين

### يونيو
- 15 يونيو – جورج نصر مخرج سينمائي لبناني.

### نوفمبر
- 10 نوفمبر – صباح مغنية وممثلة لبنانية.

## وفيات

### يناير
- 1 يناير – ألكسندرا أڤيرينو (مواليد 1872) أديبة وصحفية لبنانية.